# Luís Gomes
Luís Gomes là một đô thị thuộc bang Rio Grande do Norte, Brasil. Đô thị này có diện tích 166,637 km², dân số năm 2007 là 9810 người, mật độ 57,4 người/km².